# Peter Taptuna
Peter Taptuna (Cambridge Bay, 28 de octubre de 1956) es un político canadiense que actualmente posee el cargo de Primer ministro de Nunavut, el territorio más grande del norte de Canadá.
Primero fue elegido como miembro de la Asamblea Legislativa de Nunavut en la elección general llevada a cabo el 28 de octubre de 2008, como representante de Kugluktuk.
Fue elegido como primer ministro de Nunavut el 15 de noviembre de 2013, en los procesos electorales llevados a cabo por la Asamblea Legislativa de Nunavut y el Nunavut Leadership Forum, procesos normales en este territorio para escoger al premier. Su periodo inició el 19 de noviembre de 2013.
Entre 2009 y 2013 tuvo varios cargos políticos de importancia en el gobierno de Nunavut, incluyendo Vice primer ministro, Ministro responsable de la Corporación de Desarrollo de Nunavut, Ministro responsable de la Corporación de Créditos Empresariales de Nunavut, Ministro de Minería y desde noviembre de 2013, Ministro de Desarrollo Económico y Transporte.

## Carrera política
Peter Taptuna fue miembro del Consejo Municipal de Kugluktuk y Vicealcalde de la ciudad desde 1999 a 2004. También ha sido miembro de la Mesa directiva de la Kitikmeot Corporation y de la Corporación de Desarrollo de Nunavut. Él fue elegido miembro de la Asamblea Legislativa de Nunavut para el distrito electoral de Kugluktuk en 2008. En esa elección, Peter Taptuna recibió 264 votos (59,7%), por encima de su único contrincante, el candidato Donald Havioyak, quien recibió 178 votos (40,3%).
El 15 de noviembre de 2013, Peter Taptuna ganó el puesto de primer ministro de Nunavut contra Paul Okalik y Paul Quassa.

## Primer ministro
Al inicio de su gobierno, indicó que sus prioridades como premier sería centrarse en educación y formación, además de la capitalización de inversiones responsables en todos los sectores (exploración de recursos, infraestructura, pequeña empresa, arte, cultura y turismo).
También ha remarcado el valor del trabajo diplomático con las partes interesadas, organizaciones inuit, municipalidades y el gobierno federal de Canadá, para así alcanzar un crecimiento económico. 
El 3 de octubre de 2014, Nunavut y Canadá oficialmente reanudaron las negociaciones de devolución de competencias políticas. Las negociaciones iniciales cubrieron los temas de terrenos públicos y recursos en Nunavut, que hasta el día de hoy caen bajo la administración y control del gobierno federal, al ser Nunavut un territorio autónomo y no una provincia. En esas conversaciones aún abiertas, quedan pendientes temas como el uso del petróleo y gas.